# Коспайська республіка
Коспайська республіка (Republica de' Cošpäja на місцевому діалекті) — мала історична держава на території сучасної Італії, яка існувала з 1440 по 1826 роки. Знаходилась у північній Умбрії, на території сучасної фракції Коспая в комуні Сан-Джустіно в провінції Перуджа.

## Історія
Коспайська республіка несподівано отримала незалежність в 1440 році, коли папа Євгеній IV, втягнутий в боротьбу з Базельським собором, зробив продаж території Флорентійській республіці. Через помилку, мала ділянка землі не була згадана в договорі, і її мешканці оголосили себе незалежними.
Це непорозуміння сталося через те, що в регіоні були дві річки з однаковими назвами (названих просто «Rio») на відстані приблизно 500 м одна від одної. Делегати з Флоренції розглядали північнішу «Rio» як нове розмежування, тоді як папські делегати мали на увазі південнішу. Таким чином утворилася terra nullius, чиї мешканці оголосили себе незалежними, оскільки більше не підкорювалися нічиїй владі. У 1484 році її автономію визнали і Флоренція, і Папська держава, оскільки вважали, що переробляти договори щодо й без того складного кордону не було варто клопоту.
25 травня 1826 року, Коспая була розділена між Тосканою та Папською державою. Договір був підписаний чотирнадцятьма представниками республіки в обмін на свого роду «компенсацію»: кожен коспаєць отримав по одній срібній монеті, також дозвіл на продовження вирощування тютюну.

## Економіка
Коспая була раннім центром виробництва тютюну в Італії, використовуючи 25 га родючого ґрунту для вирощування. Кожний громадянин був нагороджений срібною монетою від церкви, щоб запевнити їх продовжувати вирощування тютюну. Одна з причин процвітання Коспаї полягала в тому, що вона була єдиним місцем в Італії, яке не підкорялося папській забороні на вирощування тютюну, цим забезпечивши собі монополію в цій справі.

## Уряд

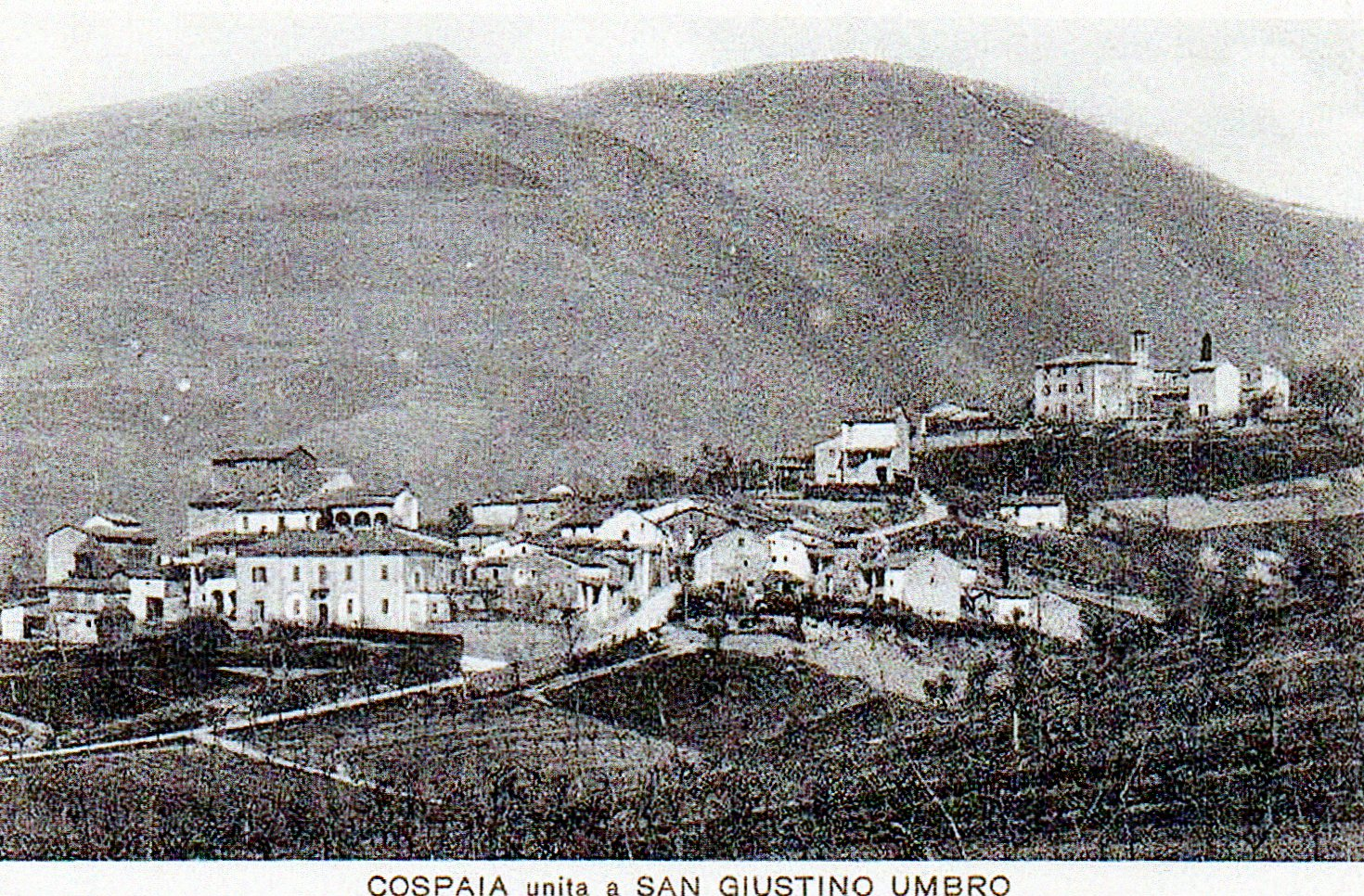

Республіка Коспая не мала офіційного уряду або правової системи. Там не було ні в'язниць, ні поліції, ні постійної армії. Існувала рада старійшин і сім'я голови держави, які використовули Церкву Благовіщення як штаб-квартиру.